# شانویل
شانویل (به فرانسوی: Chanville) یک کمون در فرانسه است که در Canton of Pange واقع شده‌است.

## خصوصیات
شانویل ۳٫۸۹ کیلومترمربع مساحت و ۱۱۸ نفر جمعیت دارد و ۲۶۸ متر بالاتر از سطح دریا واقع شده‌است.